# وس آرچر
وس آرچر (انگلیسی: Wes Archer؛ زادهٔ ۲۶ نوامبر ۱۹۶۱) یک کارگردان انیمیشن است.